# Bronchoscopie
La bronchoscopie est un examen endoscopique servant à visualiser l'intérieur de l'arbre bronchique. On distingue la fibroscopie bronchique souple, de réalisation plus simple, de la bronchoscopie rigide. Cette dernière est une technique connue et utilisée depuis la fin du XIXe siècle, tandis que la fibroscopie souple, d'usage plus courant en 2017, n'est apparue qu'en 1964.
La bronchoscopie peut être pratiquée à des fins diagnostiques ou thérapeutiques (dites alors interventionnelles), dans les maladies de l'axe trachéobronchique et du poumon. Outre l'examen morphologique de la trachée et de l'arbre bronchique, elle permet la réalisation de biopsies, l'instillation de médicaments, et la pose de prothèses.

## Historique

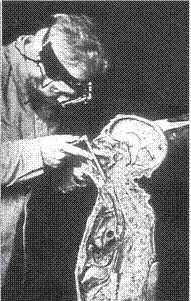
Gustav Killian montrant une bronchoscopie sur un sujet anatomique.

Les premières bronchoscopies ont été réalisées avec des œsophagoscopes, utilisés depuis 1867 pour explorer l'œsophage. En 1894, le berlinois Alfred Kirstein essaya de passer à plusieurs reprises les cordes vocales pour explorer la trachée, avec un œsophagoscope de petit calibre et sous une anesthésie locale à la cocaïne. Il ne donna cependant pas suite à ces essais. La première bronchoscopie est attribuée à Gustav Killian, un otorhinolaryngologiste allemand, le 30 mars 1897, afin de retirer un os de porc logé dans la bronche souche droite d'un patient,. En 1898, l'américain Algernon Coolidge réalisa la première bronchoscopie d'Amérique du Nord, à l'hôpital Johns-Hopkins, afin de retirer un corps étranger trachéal. Son compatriote Chevalier Jackson a ensuite perfectionné le matériel et étendu les indications de l'examen, alors surtout utilisé dans le traitement des complications de la tuberculose et le retrait des corps étrangers. Il réalisa également les premières résections endoscopiques de tumeurs obstruant la lumière bronchique.
Après la Seconde Guerre Mondiale, deux grandes écoles de bronchoscopie se constituèrent. Deux sociétés allemandes, Karl Storz Endoskope et Richard Wolf, dominent alors le marché et, en collaboration avec le physicien britannique Harold Horace Hopkins, introduisent les sources de lumière froide et l'utilisation d'une caméra. La ventilation mécanique sur le bronchoscope, qui permet de réaliser l'examen sous anesthésie générale, a été développée par Friedel en 1956 puis modifiée par Brandt en 1963. Ce dernier fut l'un des premiers à utiliser des stents et des prothèses afin de rétablir la perméabilité et le calibre de la trachée en cas de sténose trachéale, mais la technique demeura peu utilisée à ses débuts.
En 1949, l'argentin Eduardo Schiepatti décrivit la technique de ponction trans-trachéale d'adénopathies médiastinales,, suivi en 1955 par H. E. Euler pour la biopsie de tumeurs médiastinales.
Les premiers fibroscopes souples, destinés à l'endoscopie digestive, sont apparus au Japon en 1962. En 1964, le chirurgien japonais Shigeto Ikeda développa le premier fibroscope souple destiné à l'exploration des voies respiratoires, en collaboration avec les sociétés Machida Endoscope Co. Ltd, plus tard rachetée par Pentax, et Olympus. La principale modification apporté vis-à-vis des endoscopes digestifs de l'époque est le remplacement de l'ampoule par un dispositif de fibres optiques transmettant la lumière fournie par une source extérieure. La taille des fibres fut également réduite par rapport aux endoscopes digestifs (de 16 à 14 µm), afin que le calibre du fibroscope soit assez fin pour passer dans les bronches les plus éloignées. Les prototypes ont évolué de 1964 à 1967, date de la présentation de l'appareil au 9e Congrès International des Maladies du Thorax à Copenhague, où il fut accueilli avec enthousiasme. L'ajout d'une caméra vidéo s'est fait en 1987, par la compagnie Pentax. Les premières biopsies transbronchiques par fibroscopie souple ont été réalisées en 1981 par Ko-Pen Wang et le modèle d'aiguilles utilisées standardisé en 1983.
À la suite de l'apparition de la fibroscopie souple, l'intérêt pour la bronchoscopie rigide classique diminue à partir des années 1960, avant de connaître un regain d'intérêt dans les années 1980 pour les possibilités de gestes thérapeutiques qu'elle offre,. Les nouvelles techniques de bronchoscopie sont alors développées en Europe, et utilisent notamment le laser et les prothèses. Le marseillais Jean-François Dumont développe en 1987 la première prothèse en silicone qu'il est possible de poser par bronchoscopie et la technique est publiée en 1990. Les premières prothèses trachéales développées en 1965 par William W. Montgomery devaient en effet être introduites chirurgicalement par une trachéotomie.
La miniaturisation du matériel a ensuite permis l'adjonction, pour certains modèles de fibroscopes souples, d'une sonde d'échographie permettant de réaliser une échoendoscopie bronchique. Celle-ci permet de repérer à travers la paroi bronchique des ganglions à biopsier.
L'auto-fluorescence a été développée elle aussi récemment et permet le diagnostic de lésions cancéreuses in situ invisibles en lumière visible.

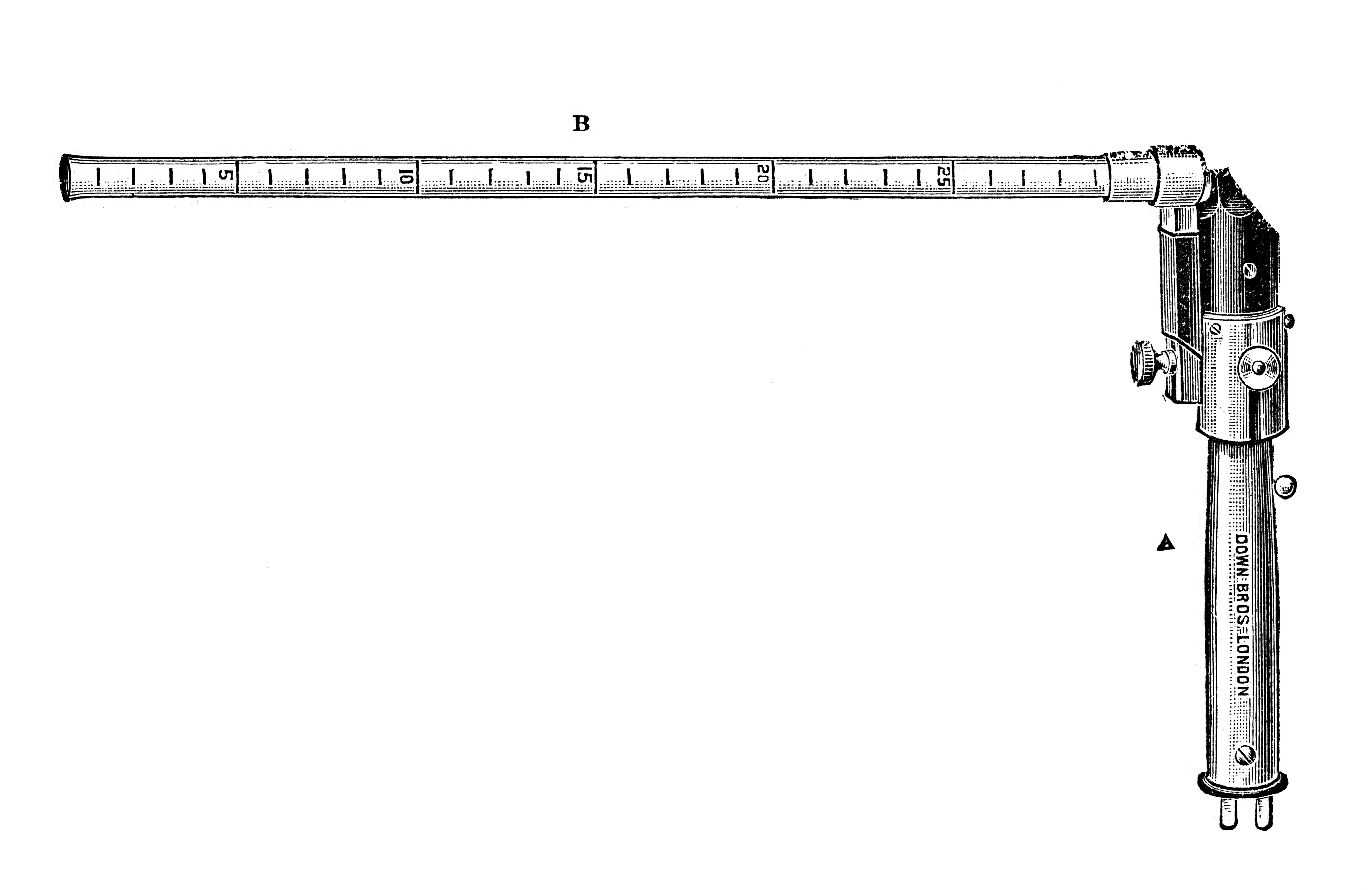
Œsophagoscope utilisé par Killian.
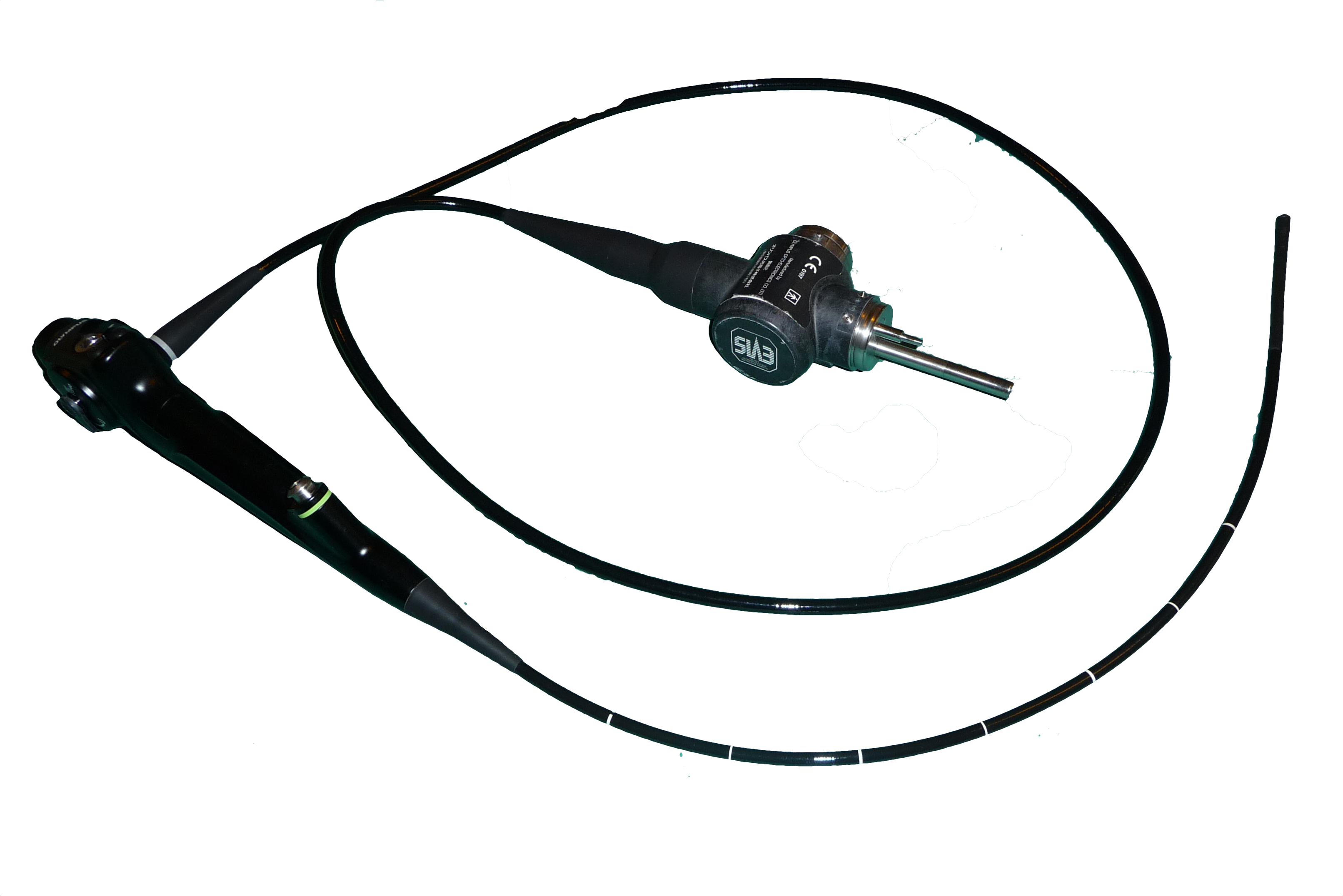
Fibroscope souple.

## Fibroscopie bronchique

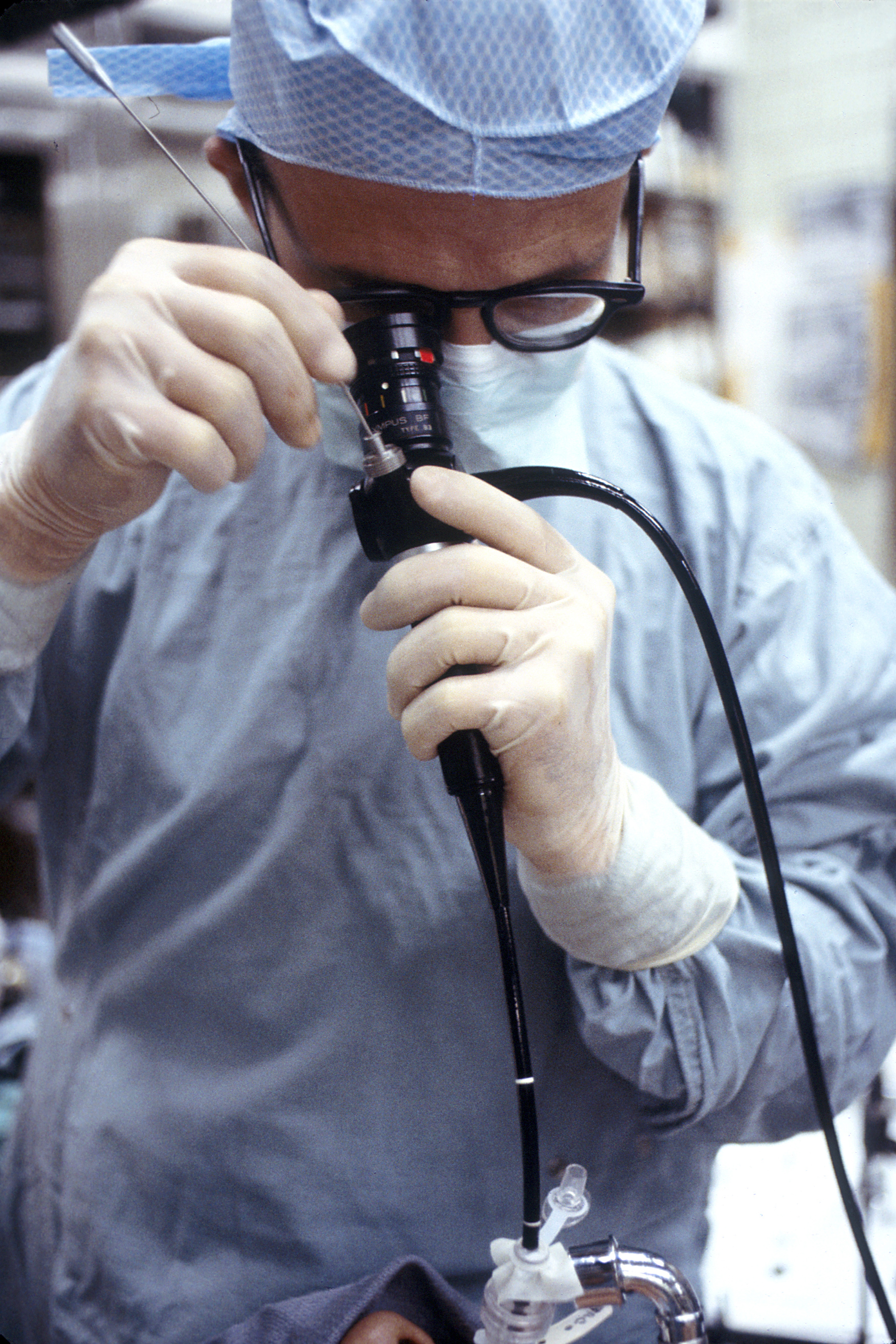
Réalisation d'une fibroscopie souple.

### Conditions de réalisation

#### Cadre général
La fibroscopie bronchique est principalement réalisée en pneumologie. Il est possible de réaliser des biopsies à visée anatomo-pathologique, mais aussi des prélèvements bactériologiques, notamment un lavage broncho-alvéolaire. Il s'agit d'un examen de routine réalisé entre autres dans le diagnostic des cancers du poumon et de la trachée, mais aussi dans le diagnostic de maladies infectieuses comme l'aspergillose ou les pneumopathies, ou dans le bilan diagnostic d'une hémoptysie.
La fibroscopie bronchique est également utilisée en anesthésie-réanimation. En cas de difficulté d'intubation trachéale, le geste peut être réalisé sous fibroscopie. Le fibroscope sert alors de guide à la sonde d'intubation. Par ailleurs, il est possible de contrôler la position d'une sonde d'intubation par fibroscopie afin de s'assurer du niveau de son extrémité, notamment en cas d'intubation sélective. Enfin, une fibroscopie peut permettre de retirer, en les aspirant, des bouchons muqueux obstruant les bronches et entraînant une atélectasie.
Le couplage d'une sonde d'échographie miniaturisée à l'endoscope permet la réalisation d'une échoendoscopie bronchique (EBUS). Le repérage échographique à travers la paroi bronchique permet de biopsier de manière ciblée une structure, le plus souvent ganglionnaire, située au contact de la bronche.

#### Modalités
La fibroscopie bronchique est un examen réalisé sous anesthésie locale (parfois complétée d'une légère sédation) qui permet d'explorer l'arbre trachéo-bronchique jusqu'aux bronches segmentaires. La British Thoracic Society a émis en 2013 des recommandations sur la réalisation des fibroscopies bronchiques.
Une fibroscopie bronchique doit être réalisée à jeun afin de limiter le risque de vomissement et d'inhalation, avec un bilan de coagulation normal afin d'éviter le risque de saignement. Le jeûne doit être poursuivi deux heures après l'examen en raison du risque de fausses-routes à cause de l'anesthésie locale. Un traitement par anti-coagulants (antivitamine K) ou anti-aggrégants par clopidogrel doit être suspendu pour limiter le risque de saignement lors des biopsies. Le clopidogrel doit être arrêté 7 jours avant la fibroscopie, mais l'aspirine, un autre anti-aggrégant plaquettaire, ne contre-indique pas l'examen.
Le fibroscope, un tube souple comportant une caméra et un éclairage par fibres optiques, est introduit par le nez. Durant l'examen, il est recommandé de monitorer en continu la saturation en oxygène, afin de pouvoir apporter de l'oxygène au besoin pendant le geste (si saturation inférieure à 90 % pendant plus d'une minute). De même, il est recommandé de monitorer le rythme cardiaque par électrocardiographie.
Les complications sont rares et généralement sans gravité, à type de saignement de nez, de crachats teintés de sang, de toux et parfois de pneumothorax. Les réactions allergiques au produit anesthésique sont extrêmement rares. Les complications sévères englobent le saignement abondant et les troubles du rythme cardiaque (pouvant nécessiter un traitement spécifique). Il n'y a pas lieu de réaliser une antibioprophylaxie avant le geste afin de diminuer le risque d'infection, qui est faible.

### Analyses réalisées
Une fibroscopie bronchique permet de réaliser plusieurs types d'analyses :
- biopsie de la paroi bronchique ;
- biopsie transbronchique, où une aiguille est plantée à travers la bronche pour analyser un ganglion ou une masse ;
- biopsie du poumon, réalisée à travers la bronche ;
- lavage broncho-alvéolaire, qui permet de réaliser une analyse bactériologique (notamment la recherche de bacille de Koch responsable de la tuberculose) et cytologique.

Par ailleurs, l'aspect de l'intérieur des bronches peut être examiné jusqu'aux divisions sous-segmentaires, tant en lumière naturelle qu'en auto-fluorescence.

### Utilisation thérapeutique
Les techniques de fibroscopie interventionnelle sont vastes. Par le canal opérateur du fibroscope, il est possible de disperser des médicaments au contact d'une lésion. Divers instruments de petit calibre peuvent également être introduits par le fibroscope. Les techniques peuvent être combinées, par exemple en présence d'une lésion endobronchique dont le saignement entraîne une hémoptysie, avec instillation locale de vasoconstricteurs et cautérisation. Des petites lésions de dysplasie de la muqueuse peuvent bénéficier d'un traitement par cryothérapie ou laser.

## Bronchoscopie rigide

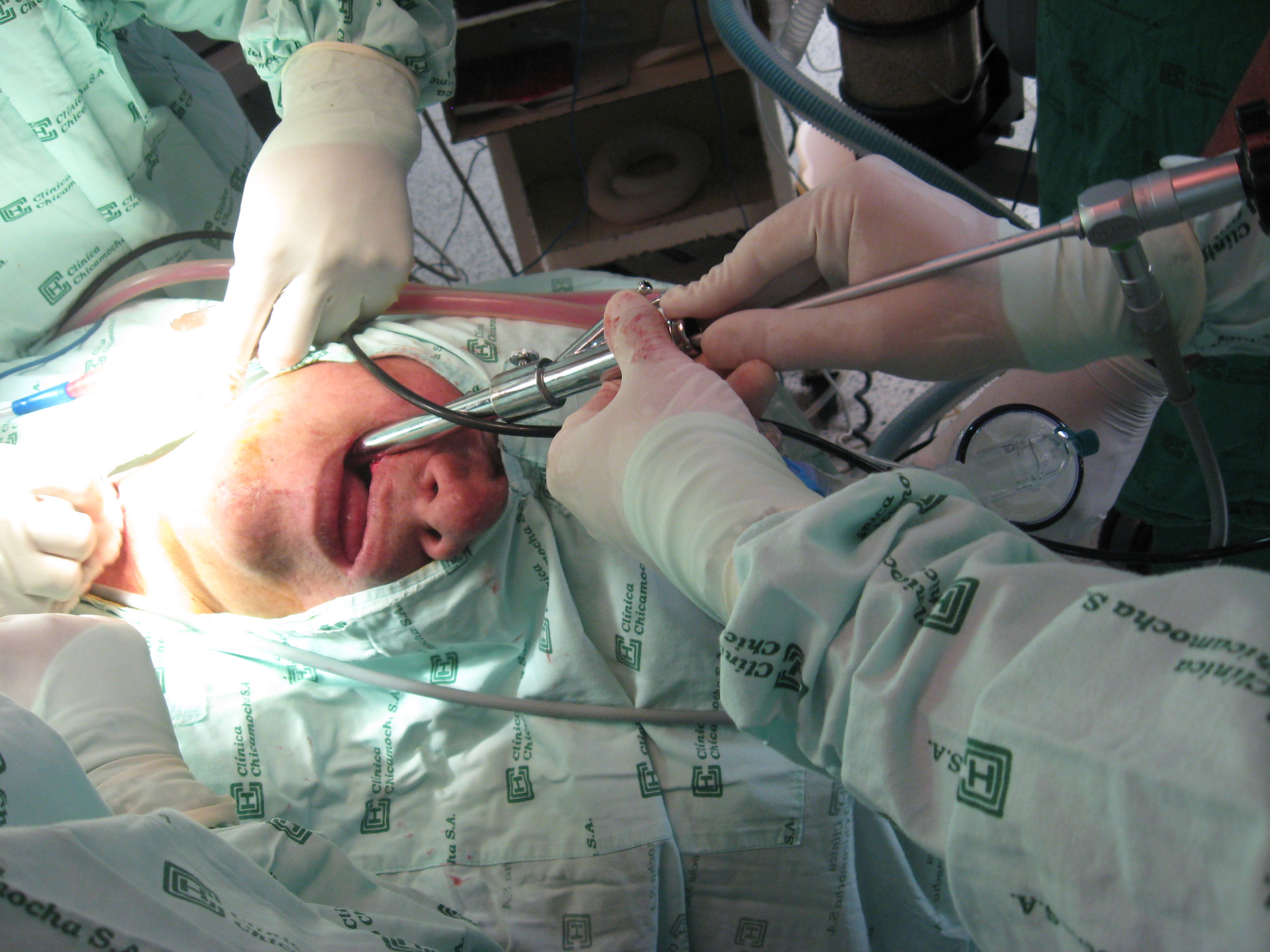
La bronchoscopie rigide.

### Conditions de réalisation
La bronchoscopie rigide est réalisée sous anesthésie générale. Elle permet une exploration de l'arbre trachéo-bronchique jusqu'aux bronches souches, mais aussi de réaliser certains gestes thérapeutiques, notamment la désobstruction de la trachée et la pose de prothèse en cas de sténose trachéale. Elle est particulièrement intéressante chez les patients non opérables en raison de leur terrain affaibli,. La place de ces techniques tend à augmenter en raison de leur caractère peu invasif, mais ne peut totalement remplacer la chirurgie, en particulier pour les sténoses longues ou très serrées.

### Techniques de désobstruction
La désobstruction consiste à retirer le matériel excédentaire qui oblitère la trachée. Elle peut être réalisée à la pince, dans le cas des tumeurs bourgeonnant dans la lumière, mais aussi au laser, par électrocoagulation ou par cryothérapie,.
Différents types de lasers sont utilisés en bronchoscopie : CO2, Nd:YAG et KTP. Leur utilisation peut être combinée à une désobstruction à la pince. Laser et électrocoagulation permettent à la fois l'hémostase d'une lésion hémorragique et la destruction du tissu tumoral. Le plasma à argon est lui aussi utilisé à ces fins, en particulier en cas d'hémoptysie. La cryothérapie utilise un gaz à basse température (CO2, N2O ou N2), appliqué soit directement au contact, soit en spray.
Les risques de la désobstruction, quelle que soit la technique employée, sont dominés par la perforation de la trachée (pouvant elle-même se compliquer de médiastinite) et le saignement, mais sont rares, et le taux de mortalité est inférieur à 1 %. Enfin, la sténose peut également récidiver après la désobstruction, surtout lorsqu'il s'agit d'une tumeur.

### Prothèses
Il existe en 2016 de nombreux types de prothèses, en silicone ou en métal (le plus souvent un alliage de nickel et de titane appelé nitinol), réparties en quatre catégories : prothèses en silicone, stent métallique dilaté au ballon, stent métallique auto-expansible et stent métallique couvert. Elles peuvent être cylindriques ou bifurquées en Y, de manière à être positionnées sur la carène.
La pose de prothèse est surtout utilisée dans les sténoses tumorales ou les sténoses post-intubation chez les patients non opérables, mais aussi en cas de fistule œsotrachéale ou de plaie de trachée afin de couvrir le trou. Le risque principal est la migration de la prothèse après la pose.
Le choix du type de prothèse se fait selon la nature de la maladie sous-jacente. Chez les patients avec une espérance de vie significative, les stents métalliques non couverts sont déconseillés en raison du bourgeonnement qui se fait au travers des mailles du stent. Les prothèses en silicone peuvent être facilement retirées, de même que les stents couverts, et sont donc préférées pour une implantation transitoire, par exemple en cas de fistule œsotrachéale.